# Kursujoki (vattendrag i Finland, Lappland, lat 66,97, long 24,80)
Kursujoki är ett vattendrag i Finland.   Det ligger i landskapet Lappland, i den norra delen av landet, 800 km norr om huvudstaden Helsingfors.